# Labanda fuscosuffusa
Labanda fuscosuffusa är en fjärilsart som beskrevs av Embrik Strand 1917. Labanda fuscosuffusa ingår i släktet Labanda och familjen trågspinnare. Inga underarter finns listade i Catalogue of Life.